# 张新亮
张新亮（1971年10月—），生于湖北省黄梅县。中华人民共和国教育人物、央企高管。是中国共产党党员和美国光学学会会士。曾先后入选2011年度国家杰出青年科学基金、2017年度长江学者特聘教授等支持项目。曾任西安电子科技大学校长、党委副书记等职务。现任中国电子信息产业集团有限公司党组成员、副总经理。

## 生平
张新亮1988年9月至1992年7月在华中理工大学（今华中科技大学）光电子工程系光学仪器专业学习。1995年9月考入华中科技大学光电子工程系物理电子学专业，2000年12月毕业。翌年6月获物理电子学专业博士学位，同年8月升任副教授。2004年入选首批教育部新世纪优秀人才计划项目名单，同年11月升任教授，翌年6月被增聘为博士生导师。2010年被聘为二级教授。
2012年6月，张新亮担任新组建的华中科技大学光学与电子信息学院院长，2019年1月卸任。期间于2016年3月至2019年1月兼任武汉光电国家研究中心副主任。2018年6月4日任华中科技大学党委常委兼副校长（试用），2020年3月16日正式担任副校长。
2022年9月22日，张新亮接替被调任武汉理工大学校长的杨宗凯，担任西安电子科技大学校长、党委副书记。翌年1月8日当选政协陕西省第十三届委员会委员。
2025年3月6日，据澎湃新闻报道，张新亮已从西安电子科技大学调任至中国电子信息产业集团有限公司，担任该公司的党组成员和副总经理。

## 荣誉与奖项
张新亮分别于2011年入选国家杰出青年基金资助名单。翌年被推荐为享受国务院政府特殊津贴人选。2017年入选美国光学学会会士名单。翌年1月入选长江学者特聘教授名单。2018年获高等教育国家级教学成果一等奖。2021年10月10日入选2021年度中国光学学会会士，翌年6月25日获得2021年湖北省自然科学一等奖。